# Bowlesia macrophysa
Bowlesia macrophysa là một loài thực vật có hoa trong họ Hoa tán. Loài này được Zoellner mô tả khoa học đầu tiên năm 1973.